# Zagórze (powiat wielicki)
Zagórze – wieś w Polsce, położona w województwie małopolskim, w powiecie wielickim, w gminie Niepołomice.
W latach 1975–1998 miejscowość administracyjnie należała do województwa krakowskiego.
| SIMC    | Nazwa     | Rodzaj    |
| ------- | --------- | --------- |
| 0329390 | Babica    | część wsi |
| 0329409 | Bliźniaki | część wsi |
| 0329415 | Chuchaj   | część wsi |
| 0329421 | Dyle      | część wsi |
| 0329438 | Jeruzal   | część wsi |
| 0329444 | Łysa Góra | część wsi |
| 0329450 | Obrytki   | część wsi |
| 0329467 | Podkawcze | część wsi |
| 0329473 | Sośnie    | część wsi |
| 0329480 | Zawsie    | część wsi |

Położona w odległości ok. 21 km na wschód od Krakowa i ok. 7 km na południe od Niepołomic. Przez teren wsi przebiega autostrada A4 oraz droga krajowa nr 94. Sąsiaduje z innymi wsiami w gminie Niepołomice: Staniątkami, Suchorabą i Słomirogiem oraz Brzeziem w gminie Kłaj.
Ważniejsze Obiekty w Zagórzu:
- szkoła podstawowa im. Marszałka Józefa Piłsudskiego,
- Motel "Pod Dębem",
- Ochotnicza Straż Pożarna Zagórze.

W pobliżu Zagórza znajduje się pole golfowe (6 km), stadnina koni (3 km) oraz obserwatorium astronomiczne (7 km).
Wieś duchowna, własność Opactwa Benedyktynek w Staniątkach położona była w drugiej połowie XVI wieku w powiecie szczyrzyckim województwa krakowskiego.